# Концертный зал (павильон)

Панорама главного зала павильона

Концертный зал (с 1788 года, до этого «Храм Дружбы») — памятник архитектуры. Расположен в Пушкине, в Екатерининском парке, на острове на Верхних прудах.
Переименование павильона произошло после слов Екатерины II «Слово храм в огороде терпеть не могу».
Павильон — одна из первых российских работ Джакомо Кваренги. По авторскому замыслу, это «зал для музыки с двумя кабинетами и открытым храмом, посвящённым богине Церере». По замыслу павильон схож с павильонами-Эрмитажами, уединёнными помещениями для отдыха избранного общества, но Эрмитажи замкнуты и тем самым противопоставлены природе, а Концертный сад соединён с окружением открытыми в парк ротондой и портиком, из него открывается вид на местность.
Проект был разработан в 1781 году или в начале 1782 года, основное строительство шло в 1772—1784 годах, отделка продолжалась в 1787—1788 годах.
Фасад здания со стороны пруда декорирован портиком с четырьмя колоннами тосканского ордера, на которых расположен треугольный фронтон. С противоположной стороны павильона размещена ротонда с десятью колоннами с невысоким округлым куполом. Фризы над колоннадами украшены букранионами и гирляндами. Над нишами и входами ротонды установлено пять барельефов, созданных М. И. Козловским, объединённых темой музыки (Аполлон, играющий Церере на лире, Орфей и аллегории искусств). На одном из барельефов фигура Орфея окружена дикими зверями, и этот барельеф — «первый в русском искусстве XVIII века опыт анималистической скульптуры».
Стены Большого зала (Музыкального зала) отделаны искусственным мрамором (розовым и серым) и украшены коринфскими пилястрами, над дверями и окнами — живописные панно и скульптурные медальоны на мифологическую тематику, сделанные К. Альбани. На полу размещена привезённая в 1784 году из Рима мозаика конца II — начала III века н. э. с сюжетом о похищении Европы; часть пола выполнена в России по рисункам Кваренги. Учитывая изначальное посвящение павильона Церере, Большой зал украшает панно «Жертвоприношение Церере», на нём изображена статуя богини в портике храма с жертвенником перед ней. Также на панно зала изображена Юнона, Кронос, на падуге — созданные в технике гризайль ромбы с зодиаком. По замыслу Кваренги, в зале стояло 28 мраморных бюстов, как подлинных, так и скопированных с античных оригиналов, но они практически все были утрачены в Великую Отечественную войну; в современной экспозиции вместе с подлинными античными бюстами установлены подобранные по принципу стилистической близости каменные вазы и скульптуры. Зал в плане прямоугольный, кабинеты симметрично расположены по сторонам от него.
Кабинеты условно называются Скульптурным (восточный) и Живописным (западный). Первый из них украшен четырьмя аллегорическими барельефами, «Живопись», «Архитектура», «Скульптура» и «Наука». В Живописном кабинете расположены панно со сценами жертвоприношения. Помещения расписывали Д. Валесини, Ф. Д. Данилов, Д. Скотти, И. Крист, Д. Кадес, И. Богданов, «фальшивого мрамора мастер» Л. Шефлер, резного и золотарного дела мастер Ф. Брюлло. Полы кабинетов мраморные, с римскими орнаментальными мозаичными вставками конца I — начала II в. н. э. В Скульптурном кабинете установлена статуя, ранее стоявшая на фасаде Кухни-руины, в Живописном кабинете — «Римская матрона» (II в. н. э.) и «Афродита в садах» (I в. н. э.).
К 300-летию Царского Села прошла реставрация павильона, он открыт для посещения в летнее время.

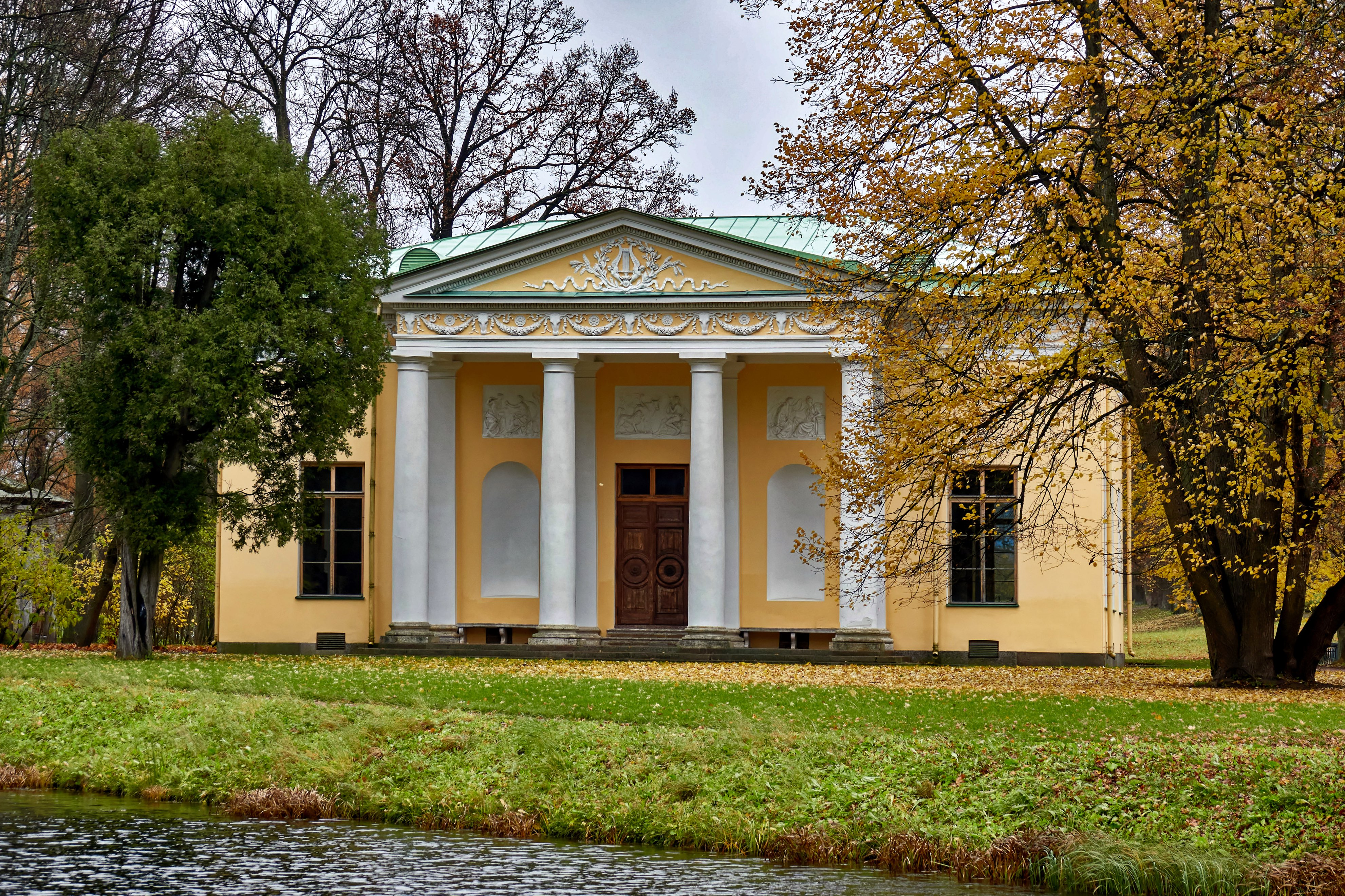
Главный фасад, «первый в русском искусстве XVIII века опыт анималистической скульптуры» — посередине
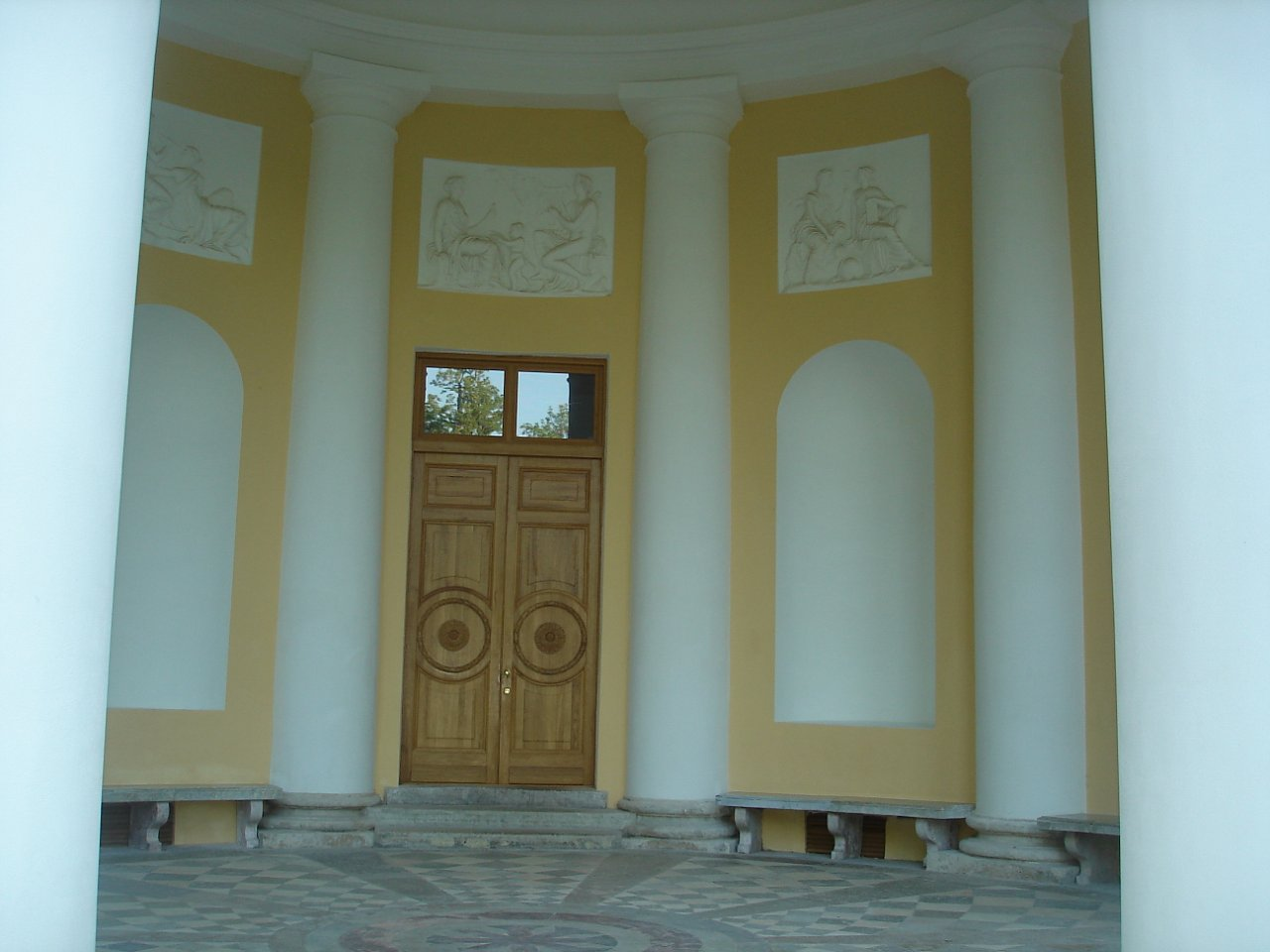
Барельефы над входом ротонды
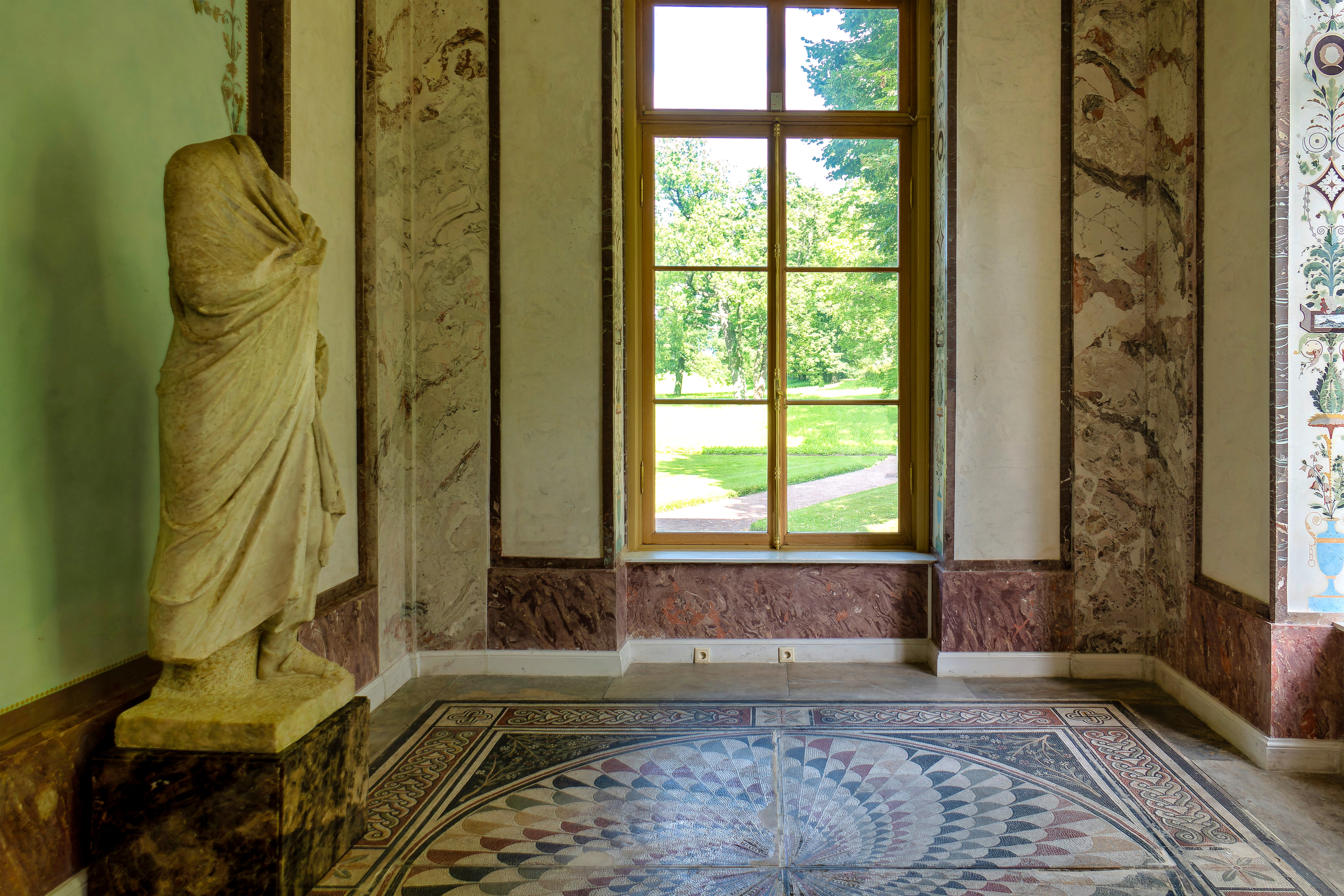
Скульптурный кабинет
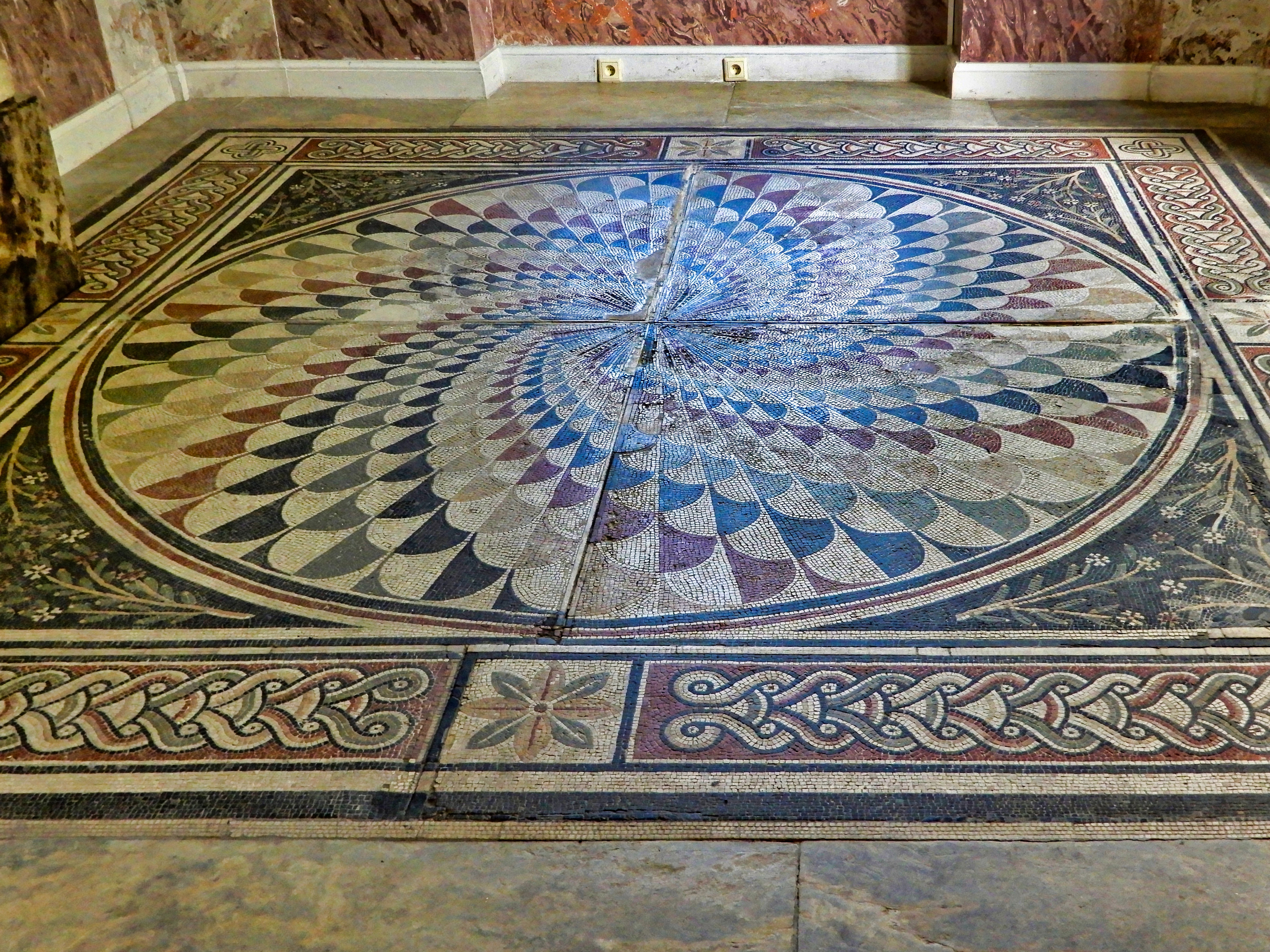
Скульптурный  кабинет, мозаичный пол
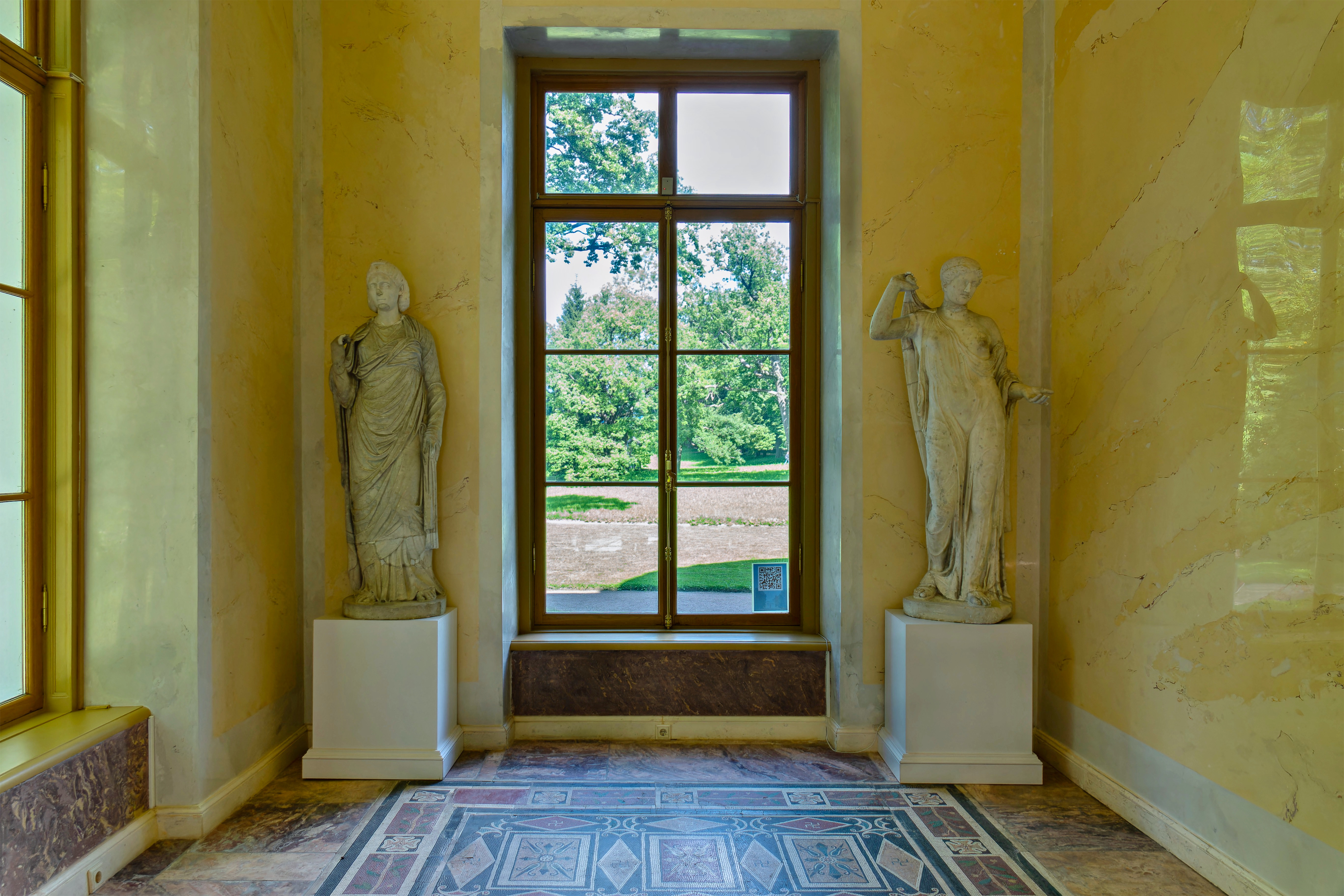
Живописный кабинет
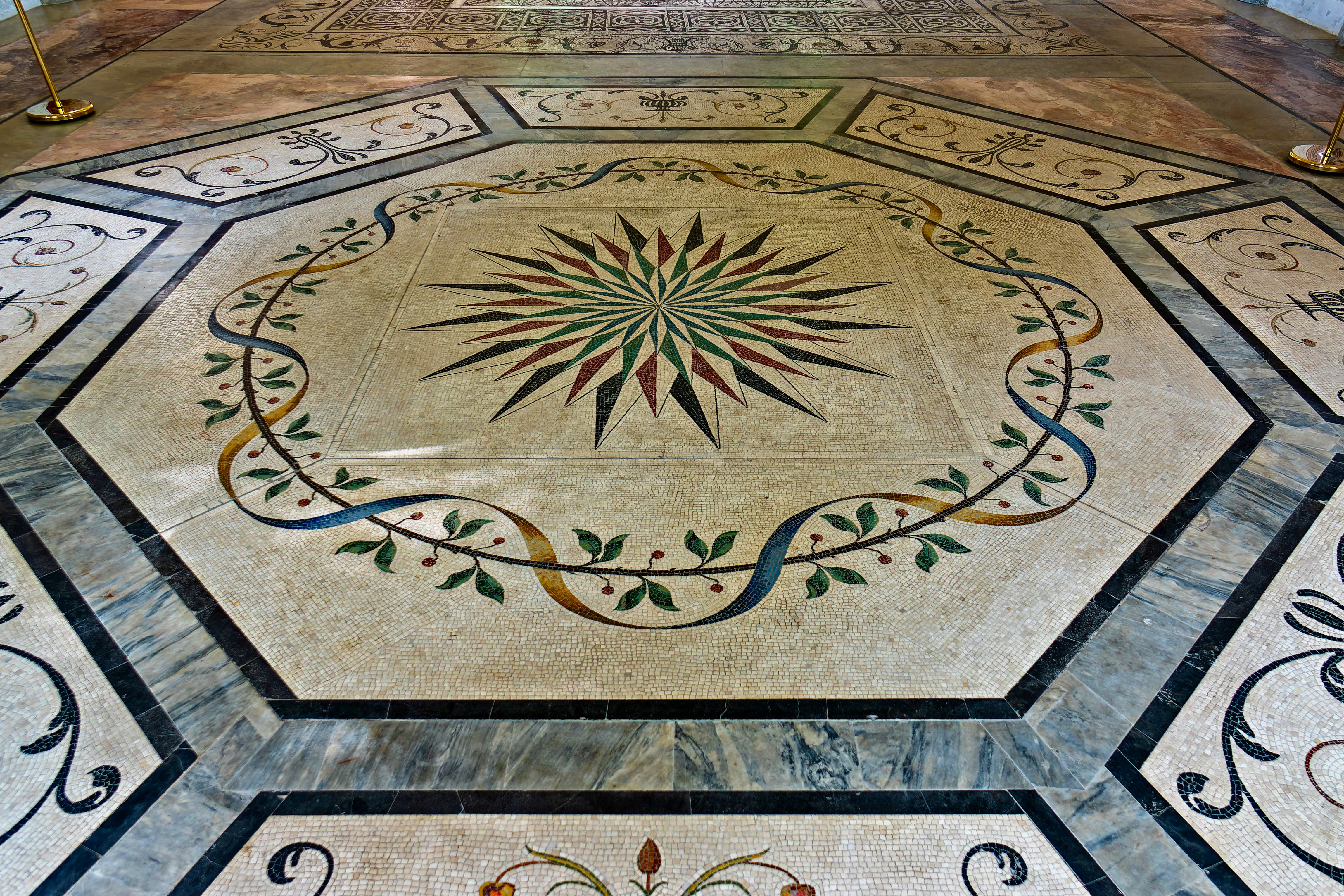
Мозаика большого зала
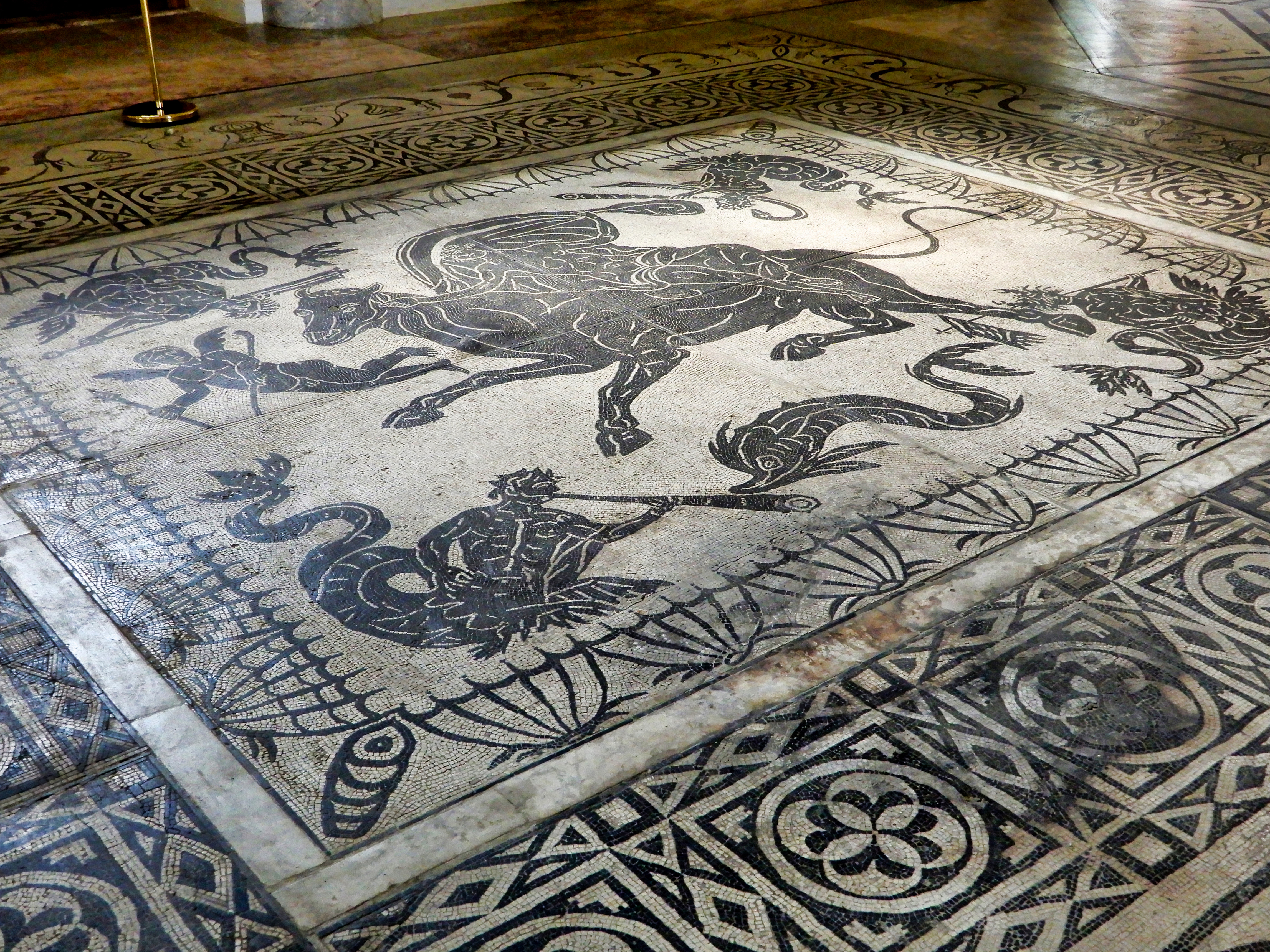
Мозаика большого зала
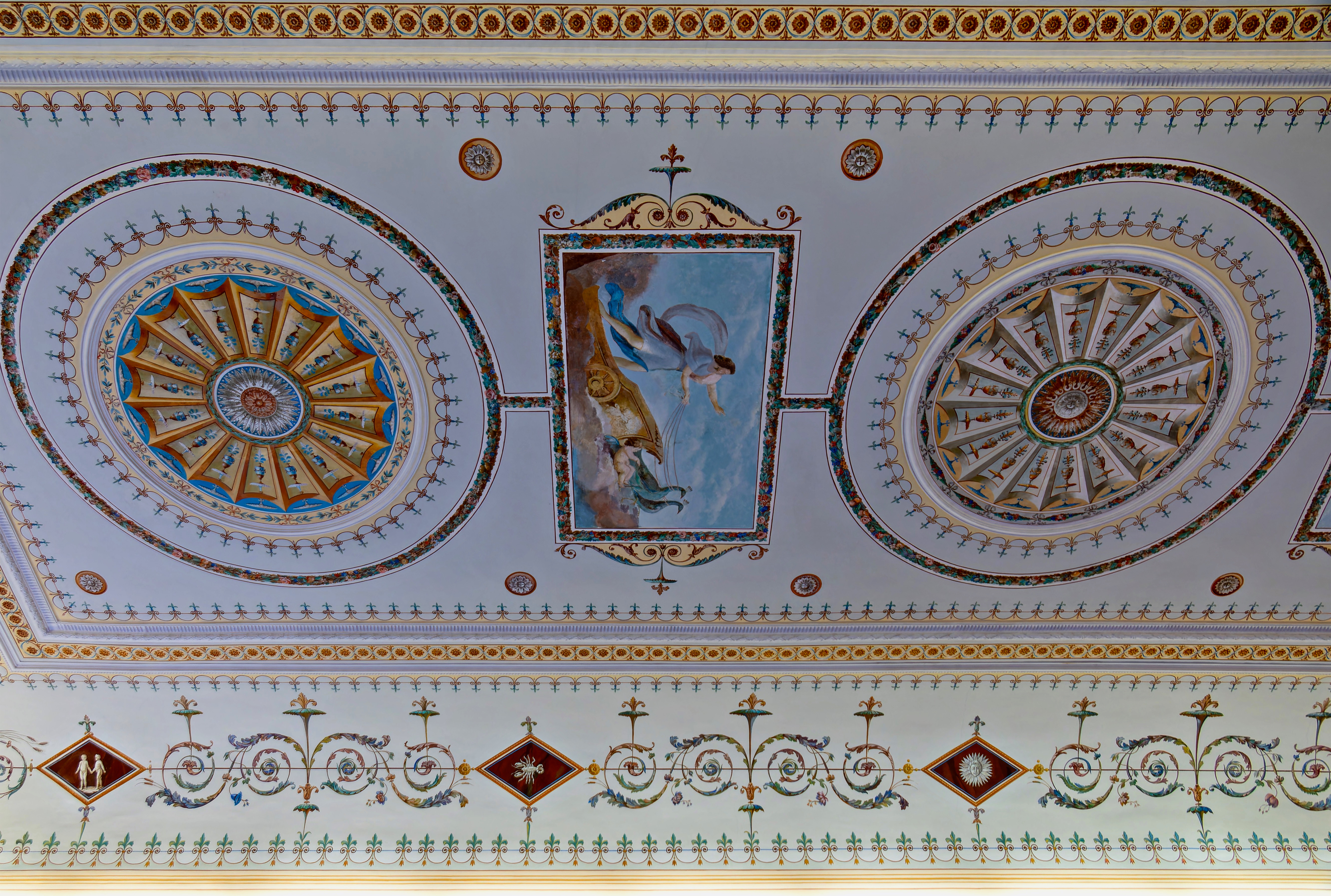
Большой зал, падуга и потолок